# Zhang Deying
Zhang Deying – auch Chang Te-ying (chinesisch 张德英, Pinyin Zhāng Déyīng; * 1. Juli 1953 in Shanghai, Volksrepublik China) ist eine ehemalige chinesische Tischtennisspielerin. Ende der 1970er und Anfang der 1980er Jahre gewann sie fünf Titel bei Weltmeisterschaften.

## Werdegang
Zhang Deying spielte im Penholder-Stil. Bei den nationalen chinesischen Meisterschaften kam sie 1977 auf Platz drei.
1977, 1979 und 1981 wurde sie für die Teilnahme an Weltmeisterschaften nominiert. Bei allen drei Turnieren gewann sie mit dem chinesischen Team den Titel und kam im Einzel ins Halbfinale. 1979 wurde sie mit Zhang Li Weltmeister im Doppel. Zwei Jahre später verteidigte sie mit Cao Yanhua den Titel.
Auch bei den Asienmeisterschaften war sie mehrmals erfolgreich. 1976 erreichte sie im Einzel, Doppel (mit Zhang Li) und mit der Mannschaft das Endspiel. 1978 und 1980 holte sie den Titel mit der Mannschaft. 1980 siegte sie zudem im Doppel (mit Liu Yang) und im Mixed (mit Xie Saike).
1981 beendete sie ihre Karriere als Leistungssportlerin. Von 1983 bis 1997 lebte sie in den USA, danach kehrte sie nach Shanghai zurück.
In der ITTF-Weltrangliste belegte Zhang Deying von 1977 bis 1981 Platz drei mit Ausnahme vom Januar 1979, als sie auf Platz vier abrutschte. 2010 wurde sie in die ITTF Hall of Fame aufgenommen.

## Privat
Zhang Deying studierte an der Heiking Kiang University und arbeitete später als Lehrerin.

## Turnierergebnisse
| Verband | Veranstaltung           | Jahr | Ort          | Land | Einzel     | Doppel       | Mixed         | Team |
| ------- | ----------------------- | ---- | ------------ | ---- | ---------- | ------------ | ------------- | ---- |
| CHN     | Asienmeisterschaft ATTU | 1980 | Calcutta     | IND  |            | Gold         | Gold          | 1    |
| CHN     | Asienmeisterschaft ATTU | 1978 | Kuala Lumpur | MAS  | Halbfinale | Halbfinale   | Halbfinale    | 1    |
| CHN     | Asienmeisterschaft ATTU | 1976 | Pyongyang    | PRK  | Silber     | Silber       | Halbfinale    | 2    |
| CHN     | Asienspiele             | 1978 | Bangkok      | THA  | Silber     | Gold         | Silber        | 1    |
| CHN     | Weltmeisterschaft       | 1981 | Novi Sad     | YUG  | Halbfinale | Gold         | Viertelfinale | 1    |
| CHN     | Weltmeisterschaft       | 1979 | Pyongyang    | PRK  | Halbfinale | Gold         | Halbfinale    | 1    |
| CHN     | Weltmeisterschaft       | 1977 | Birmingham   | ENG  | Halbfinale | keine Teiln. | keine Teiln.  | 1    |